# Bundesoberstufenrealgymnasium Neulengbach
Das Bundesoberstufenrealgymnasium Neulengbach (BORG Neulengbach) ist eine Allgemeinbildende Höhere Schule in Neulengbach.

## Geschichte
Das staatliche Oberstufenrealgymnasium Neulengbach besteht seit dem Schuljahr 2007/08, zunächst als Privatschule in den Räumen der alten Hauptschule.
Für den Neubau der Schule wurde im Auftrag des Landes Niederösterreich ein Architektenwettbewerb eröffnet, woraus das Architektenteam SHIBUKAWA EDER Architects (Misa Shibukawa, Raphael Eder) als Sieger hervorging. Das Schulgebäude wurde für rund 1000 Schüler und nach ökologischen und sozialen Aspekten konzipiert.
Die Schule wurde in Niedrigenergiebauweise ausgeführt, bei der Lichtführung verschmelzen Innen- und Außenraum, wobei neben der südwärts ausgerichteten Fassade auch mehrere Innenhöfe für die Ausleuchtung sorgen. Der Vorplatz ist als Esplanade ausgeführt, der zugleich Pausenraum ist. Der Turnsaal kann mittels eines separaten Einganges betreten werden.
Der Spatenstich des neuen Schulgebäudes erfolgte am 10. Juni 2009 durch Claudia Schmied, die damals amtierende Ministerin für Unterricht, Kunst und Kultur.
Im September 2010 wurde das neue Schulgebäude mit 210 Schülern bezogen, gleichzeitig wurde das Gymnasium zu einer Bundesschule.

## Schulprofil
Die Schwerpunktbildung erfolgt mit Sozialkompetenz und humanitäre Orientierung und Umwelt und Energiewirtschaft, wodurch eine nachhaltige Bewusstseinsbildung zum verantwortungsvollen Umgang mit Mensch und Umwelt zum Ziel gesetzt wird.

### Sozialkompetenz und humanitäre Orientierung
In diesem Zweig werden in den Fächern Humanbiologie, Psychologie & Kommunikation und Sozialmedizin die physischen und psychischen Grundlagen erarbeitet und unter speziellen Aspekten wie Ernährung, Bewegung, Entwicklung und Alterung das menschliche Dasein ergründet. Abschließend wird mit Unterstützung des Roten Kreuzes oder anderer Organisationen ein verpflichtendes Praktikum angeboten, wo das Erlernte vertieft wird. Der Fokus liegt dabei auf Betreuung und Pflege im weitesten Sinne.

### Umwelt und Energiewirtschaft
Dieser Zweig bringt die Kreisläufe und Wechselwirkungen zwischen Ökologie und den Formen der Energiegewinnung näher, wobei großer Wert auf Nachhaltigkeit gelegt wird. Im Unterricht wird eine Brücke zwischen Ökologie und Physik bzw. zwischen Biologie und Chemie geschlagen, Themen wie Energiequellen und Nachnutzung stehen ebenso auf dem Lehrplan wie Kraftwerkstechnik. Ein weiterer Schwerpunkt liegt im Bereich Verkehrsplanung, Verkehrsvermeidung und Alternativen.

## Schulpartnerschaft
Das BORG Neulengbach hat mit den NMS in Altlengbach-Laabental, Eichgraben und Neulengbach im Rahmen des Schulversuches „Niederösterreichische Mittelschule / NÖ Schulmodell“ Schulpartnerschaften geschlossen, die im Rahmen der Neuen Mittelschule weiter bestehen.

## Leitung
- 2007–2020 Johannes Hiller[11]
- seit 2020 Erich Gabler